# Малая Березовка (приток Битюга)
Малая Березовка (Березовка) — река, левый приток Битюга, протекает по территории Токарёвского района Тамбовской области в России. Длина реки — 13 км, площадь водосборного бассейна — 63,1 км².

## Описание
Малая Березовка начинается около деревни Барановка, к югу от Малой Кочетовки. Генеральным направлением течения реки до слияния с ручьём Попов является северо-запад, далее — север. Между деревнями Цыгановка и Ястребовка, напротив села Гладышево, Малая Березовка впадает в Битюг на высоте 139 м над уровнем моря.

## Данные водного реестра
По данным государственного водного реестра России относится к Донскому бассейновому округу, водохозяйственный участок реки — Битюг, речной подбассейн реки — бассейны притоков Дона до впадения Хопра. Речной бассейн реки — Дон (российская часть бассейна).
Код объекта в государственном водном реестре — 05010100912107000003804.